# Meijin 1984
Il Meijin 1984 è stata la nona edizione del torneo goistico giapponese Meijin. La vittoria è andata per la quinta volta consecutiva a Cho Chikun, che grazie a questo risultato come da regolamento ha potuto fregiarsi del titolo di Meijin onorario.

## Qualificazioni
|  | Quarti di finale  | Quarti di finale  | Quarti di finale |                 |                   | Semifinali        | Semifinali | Semifinali |  |  | Finale | Finale | Finale |  |
|  |                   |                   |                  |                 |                   |                   |            |            |  |  |        |        |        |  |
|  | Yasumasa Hane     | Yasumasa Hane     | 1                |                 |                   |                   |            |            |  |  |        |        |        |  |
|  | Yasumasa Hane     | Yasumasa Hane     | 1                |                 |                   |                   |            |            |  |  |        |        |        |  |
|  | Shoji Sakakibara  | Shoji Sakakibara  | 0                |                 |                   |                   |            |            |  |  |        |        |        |  |
|  | Shoji Sakakibara  | Shoji Sakakibara  | 0                |                 | Yasumasa Hane     | Yasumasa Hane     | 1          |            |  |  |        |        |        |  |
|  |                   |                   |                  |                 | Yasumasa Hane     | Yasumasa Hane     | 1          |            |  |  |        |        |        |  |
|  |                   |                   | Katsuaki Kubo    | Katsuaki Kubo   | 0                 |                   |            |            |  |  |        |        |        |  |
|  | Katsuaki Kubo     | Katsuaki Kubo     | Katsuaki Kubo    | Katsuaki Kubo   | 0                 | 1                 |            |            |  |  |        |        |        |  |
|  | Katsuaki Kubo     | Katsuaki Kubo     |                  |                 |                   |                   |            |            |  |  |        |        |        |  |
|  | Toshiro Yamabe    | Toshiro Yamabe    | 0                |                 |                   |                   |            |            |  |  |        |        |        |  |
|  | Toshiro Yamabe    | Toshiro Yamabe    | 0                |                 | Yasumasa Hane     | Yasumasa Hane     | 0          |            |  |  |        |        |        |  |
|  |                   |                   |                  |                 |                   |                   |            |            |  |  |        |        |        |  |
|  |                   |                   | Shoji Hashimoto  | Shoji Hashimoto | 1                 |                   |            |            |  |  |        |        |        |  |
|  | Yoshio Ishida     | Yoshio Ishida     | Shoji Hashimoto  | Shoji Hashimoto | 1                 | 0                 |            |            |  |  |        |        |        |  |
|  | Yoshio Ishida     | Yoshio Ishida     |                  |                 |                   |                   |            |            |  |  |        |        |        |  |
|  | Hideyuki Fujisawa | Hideyuki Fujisawa | 1                |                 |                   |                   |            |            |  |  |        |        |        |  |
|  | Hideyuki Fujisawa | Hideyuki Fujisawa | 1                |                 | Hideyuki Fujisawa | Hideyuki Fujisawa | 0          |            |  |  |        |        |        |  |
|  |                   |                   |                  |                 | Hideyuki Fujisawa | Hideyuki Fujisawa | 0          |            |  |  |        |        |        |  |
|  |                   |                   | Shoji Hashimoto  | Shoji Hashimoto | 1                 |                   |            |            |  |  |        |        |        |  |
|  | Shoji Hashimoto   | Shoji Hashimoto   | Shoji Hashimoto  | Shoji Hashimoto | 1                 | 1                 |            |            |  |  |        |        |        |  |
|  | Shoji Hashimoto   | Shoji Hashimoto   |                  |                 |                   |                   |            |            |  |  |        |        |        |  |
|  | Kaku Takagawa     | Kaku Takagawa     | 0                |                 |                   |                   |            |            |  |  |        |        |        |  |

|  | Quarti di finale | Quarti di finale | Quarti di finale |                 |                | Semifinali     | Semifinali | Semifinali |  |  | Finale | Finale | Finale |  |
|  |                  |                  |                  |                 |                |                |            |            |  |  |        |        |        |  |
|  | Makoto Ito       | Makoto Ito       | 0                |                 |                |                |            |            |  |  |        |        |        |  |
|  | Makoto Ito       | Makoto Ito       | 0                |                 |                |                |            |            |  |  |        |        |        |  |
|  | Shoichi Takagi   | Shoichi Takagi   | 1                |                 |                |                |            |            |  |  |        |        |        |  |
|  | Shoichi Takagi   | Shoichi Takagi   | 1                |                 | Shoichi Takagi | Shoichi Takagi | 1          |            |  |  |        |        |        |  |
|  |                  |                  |                  |                 | Shoichi Takagi | Shoichi Takagi | 1          |            |  |  |        |        |        |  |
|  |                  |                  | Shuzo Ohira      | Shuzo Ohira     | 0              |                |            |            |  |  |        |        |        |  |
|  | Shuzo Ohira      | Shuzo Ohira      | Shuzo Ohira      | Shuzo Ohira     | 0              | 1              |            |            |  |  |        |        |        |  |
|  | Shuzo Ohira      | Shuzo Ohira      |                  |                 |                |                |            |            |  |  |        |        |        |  |
|  | Hiroaki Tono     | Hiroaki Tono     | 0                |                 |                |                |            |            |  |  |        |        |        |  |
|  | Hiroaki Tono     | Hiroaki Tono     | 0                |                 | Shoichi Takagi | Shoichi Takagi | 1          |            |  |  |        |        |        |  |
|  |                  |                  |                  |                 |                |                |            |            |  |  |        |        |        |  |
|  |                  |                  | Satoshi Kataoka  | Satoshi Kataoka | 0              |                |            |            |  |  |        |        |        |  |
|  | Hideo Okumura    | Hideo Okumura    | Satoshi Kataoka  | Satoshi Kataoka | 0              | 0              |            |            |  |  |        |        |        |  |
|  | Hideo Okumura    | Hideo Okumura    |                  |                 |                |                |            |            |  |  |        |        |        |  |
|  | Tadahiko Chino   | Tadahiko Chino   | 1                |                 |                |                |            |            |  |  |        |        |        |  |
|  | Tadahiko Chino   | Tadahiko Chino   | 1                |                 | Tadahiko Chino | Tadahiko Chino | 0          |            |  |  |        |        |        |  |
|  |                  |                  |                  |                 | Tadahiko Chino | Tadahiko Chino | 0          |            |  |  |        |        |        |  |
|  |                  |                  | Satoshi Kataoka  | Satoshi Kataoka | 1              |                |            |            |  |  |        |        |        |  |
|  | Satoshi Kataoka  | Satoshi Kataoka  | Satoshi Kataoka  | Satoshi Kataoka | 1              | 1              |            |            |  |  |        |        |        |  |
|  | Satoshi Kataoka  | Satoshi Kataoka  |                  |                 |                |                |            |            |  |  |        |        |        |  |
|  | Toshiya Imamura  | Toshiya Imamura  | 0                |                 |                |                |            |            |  |  |        |        |        |  |

|  | Quarti di finale | Quarti di finale | Quarti di finale |                  |                | Semifinali     | Semifinali | Semifinali |  |  | Finale | Finale | Finale |  |
|  |                  |                  |                  |                  |                |                |            |            |  |  |        |        |        |  |
|  | Yoji Ito         | Yoji Ito         | 0                |                  |                |                |            |            |  |  |        |        |        |  |
|  | Yoji Ito         | Yoji Ito         | 0                |                  |                |                |            |            |  |  |        |        |        |  |
|  | Hosai Fujisawa   | Hosai Fujisawa   | 1                |                  |                |                |            |            |  |  |        |        |        |  |
|  | Hosai Fujisawa   | Hosai Fujisawa   | 1                |                  | Hosai Fujisawa | Hosai Fujisawa | 1          |            |  |  |        |        |        |  |
|  |                  |                  |                  |                  | Hosai Fujisawa | Hosai Fujisawa | 1          |            |  |  |        |        |        |  |
|  |                  |                  | Ikuro Ishigure   | Ikuro Ishigure   | 0              |                |            |            |  |  |        |        |        |  |
|  | Utaro Hashimoto  | Utaro Hashimoto  | Ikuro Ishigure   | Ikuro Ishigure   | 0              | 0              |            |            |  |  |        |        |        |  |
|  | Utaro Hashimoto  | Utaro Hashimoto  |                  |                  |                |                |            |            |  |  |        |        |        |  |
|  | Ikuro Ishigure   | Ikuro Ishigure   | 1                |                  |                |                |            |            |  |  |        |        |        |  |
|  | Ikuro Ishigure   | Ikuro Ishigure   | 1                |                  | Hosai Fujisawa | Hosai Fujisawa | 0          |            |  |  |        |        |        |  |
|  |                  |                  |                  |                  |                |                |            |            |  |  |        |        |        |  |
|  |                  |                  | Satoru Kobayashi | Satoru Kobayashi | 1              |                |            |            |  |  |        |        |        |  |
|  | Ō Rissei         | Ō Rissei         | Satoru Kobayashi | Satoru Kobayashi | 1              | 1              |            |            |  |  |        |        |        |  |
|  | Ō Rissei         | Ō Rissei         |                  |                  |                |                |            |            |  |  |        |        |        |  |
|  | Kunihisa Honda   | Kunihisa Honda   | 0                |                  |                |                |            |            |  |  |        |        |        |  |
|  | Kunihisa Honda   | Kunihisa Honda   | 0                |                  | O Rissei       | O Rissei       | 0          |            |  |  |        |        |        |  |
|  |                  |                  |                  |                  | O Rissei       | O Rissei       | 0          |            |  |  |        |        |        |  |
|  |                  |                  | Satoru Kobayashi | Satoru Kobayashi | 1              |                |            |            |  |  |        |        |        |  |
|  | Satoru Kobayashi | Satoru Kobayashi | Satoru Kobayashi | Satoru Kobayashi | 1              | 1              |            |            |  |  |        |        |        |  |
|  | Satoru Kobayashi | Satoru Kobayashi |                  |                  |                |                |            |            |  |  |        |        |        |  |
|  | Kunio Ishii      | Kunio Ishii      | 0                |                  |                |                |            |            |  |  |        |        |        |  |

## Torneo
- W indica vittoria col bianco
- B indica vittoria col nero
- X indica la sconfitta
- +R indica che la partita si è conclusa per abbandono
- +N indica lo scarto dei punti a fine partita
- +F indica la vittoria per forfeit
- +? indica una vittoria con scarto sconosciuto
- V indica una vittoria in cui non si conosce scarto e colore del giocatore

| Giocatore        | H.O. | R.K.  | M.K.  | K.K.  | E.S.  | A.I.  | S.H.  | S.T.  | S.K. | Risultato | Note                    |
| ---------------- | ---- | ----- | ----- | ----- | ----- | ----- | ----- | ----- | ---- | --------- | ----------------------- |
| Hideo Otake      | –    | B+R   | W+0,5 | X     | W+2,5 | X     | W+R   | B+R   | X    | 5-3       | Qualificato alla finale |
| Rin Kaiho        | X    | –     | B+1,5 | X     | B+1,5 | X     | B+5,5 | X     | B+R  | 4-4       |                         |
| Masao Katō       | X    | X     | –     | X     | W+1,5 | X     | W+2,5 | B+6,5 | W+R  | 4-4       |                         |
| Kōichi Kobayashi | W+R  | B+2,5 | W+R   | –     | B+4,5 | X     | B+R   | X     | X    | 5-3       |                         |
| Eio Sakata       | X    | X     | X     | X     | –     | B+R   | X     | X     | W+R  | 2-6       | Retrocesso              |
| Akira Ishida     | W+R  | B+R   | W+R   | B+R   | X     | –     | X     | X     | B+R  | 5-3       |                         |
| Shoji Hashimoto  | X    | X     | X     | X     | B+2,5 | W+0,5 | –     | X     | W+R  | 3-5       | Retrocesso              |
| Shoichi Takagi   | X    | B+R   | X     | B+2,5 | W+0,5 | B+R   | W+1,5 | –     | X    | 5-3       |                         |
| Satoru Kobayashi | B+R  | X     | X     | W+3,5 | X     | X     | X     | W+0,5 | –    | 3-5       | Retrocesso              |

Hideo Otake e Koichi Kobayashi hanno totalizzato entrambi 5 vittorie. In questa edizione in caso di parità di punti era stato previsto un playoff che fu vinto da Hideo Otake (B+R).

## Finale
La finale è stata una sfida al meglio delle sette partite. 